# 納高爾縣

納高爾縣在拉賈斯坦邦的位置

納高爾縣是印度拉賈斯坦邦的一個縣，位於該國西北部，面積17,718平方公里，識字率為64.08%，人口在2001至2011年期間增長24.35%，2011年人口3,309,234，人口密度每平方公里187人。

## 外部連結
- 官方网站
- Nagaur district
- Nagaur district :: Rajasthan
- Nagaur Map

27°12′N 73°44′E / 27.200°N 73.733°E